# Walter von Bergmann
Walter Friedrich Adolf von Bergmann (Magdeburg, 10. travnja 1864. -  Berlin, 7. ožujka 1950.) je bio njemački general i vojni zapovjednik. Tijekom Prvog svjetskog rata bio je načelnik stožera 12. i 8. armije, te je zapovijedao sa 113. pješačkom divizijom i LXVI. korpusom na Zapadnom bojištu.

## Vojna karijera
Walter von Bergmann je rođen 10. travnja 1864. u Magdeburgu. U prusku vojsku stupio je 1882. godine nakon čega služi u raznim vojnim jedinicama. S činom poručnika kojeg dobiva 1891. predaje tri godine u Pruskoj vojnoj akademiji, nakon čega služi u Glavnom stožeru u Berlinu. U svibnju 1902. služi u stožeru 30. pješačke divizije, koju dužnost obavlja do studenog 1904. kada kao stožerni časnik služi u stožeru XVI. korpusa. Početkom 1906. ponovno služi u Glavnom stožeru, nakon čega postaje zapovjednikom bojne u 19. pješačkoj pukovniji. U studenom 1910. postaje načelnikom stožera XV. korpusa smještenog u Strasbourgu koji se tada nalazio u sastavu Njemačkog Carstva. U travnju 1912. promaknut je u pukovnika, dok u srpnju 1913. dobiva zapovjedništvo nad 31. pješačkom pukovnijom na čijem čelu dočekuje i početak Prvog svjetskog rata. 

## Prvi svjetski rat
Na početku Prvog svjetskog rata Bergmann postaje zamjenikom načelnika stožera 1. armije kojom je zapovijedao Alexander von Kluck. U tom svojstvu sudjeluje u prodoru kroz Belgiju i Graničnim bitkama, te Prvoj bitci na Marni. U prosincu 1914. unaprijeđen je u general bojnika, nakon čega u svibnju 1915. postaje načelnikom stožera III. korpusa kojim je zapovijedao Ewald von Lochow s kojim sudjeluje u borbama kod Arrasa i LaBasseea. 
U studenom 1915. imenovan je načelnikom stožera 12. armije koju dužnost obavlja do listopada 1916. kada postaje načelnikom stožera 8. armije. U studenom 1916. postaje načelnikom stožera okupacijskih snaga u Rumunjskoj koju dužnost obavlja do veljače 1917. kada dobiva zapovjedništvo nad 113. pješačkom divizijom koja je držala položaje u Alsaceu. U svibnju 1918. odlikovan je ordenom Pour le Mérite, da bi nakon toga u srpnju bio promaknut u čin general poručnika.
U rujnu 1918. Bergmann dobiva zapovjedništvo nad LXVI. korpusom koji se nalazio u sastavu 19. armije, kojim korpusom zapovijeda do kraja rata.

## Poslije rata
Nakon završetka Prvog svjetskog rata Bergmann se jedno vrijeme nalazi u pričuvi, da bi u siječnju 1919. postao zapovjednikom 13. pješačke divizije kojom zapovijeda manje od mjesec dana s obzirom na to da u veljači dobiva zapovjedništvo nad korpusom nazvanim njegovim imenom. U listopadu 1919. postaje zapovjednikom V. vojnog okruga sa sjedištem u Stuttgartu, nakon čega u travnju 1920. preuzima zapovjedništvo nad I. vojnim okrugom sa sjedištem u Berlinu. U prosincu 1920. unaprijeđen je u čin generala pješaštva.
Bergmann se umirovio 21. prosinca 1922. godine. Preminuo je 7. ožujka 1950. godine u 86. godini života u Berlinu.  

## Vanjske poveznice
(eng.) Walter von Bergmann na stranici Prussianmachine.com

(njem.) Walter von Bergmann na stranici Deutschland14-18.de  Arhivirana inačica izvorne stranice od 20. srpnja 2016. (Wayback Machine)

(njem.) Walter von Bergmann na stranici Lexikon-der-Wehrmacht.de